# Pedro Cerdán
Pedro Cerdán Martínez (Torre-Pacheco, 1863-Murcia, 1947) fue un arquitecto español, responsable de varias obras de estilo ecléctico y modernista en la Región de Murcia y la Comunidad Valenciana.

## Biografía
Estudió arquitectura en Madrid, donde se tituló en 1889. Diseñó y dirigió unas 5000 obras arquitectónicas.
Fue nombrado arquitecto provincial de Murcia (en 1901) y de Hacienda  (en 1905) además de colaborar con la Diócesis de Cartagena como arquitecto diocesano (nombrado en 1903) y el Ayuntamiento de Murcia (1891-1901). Fue el primero en trabajar con hierro y ladrillos vistos en Murcia. Diseñó barrios obreros en La Unión, El Palmar, Santa Eulalia (Murcia) y Novelda (Alicante).
También fue profesor de instituto.

## Obras
Entre sus obras más destacadas se encuentran:
- La Casa del Reloj de San Pedro del Pinatar (1888-1895).
- La Casa del Piñón de La Unión  (1899).
- El Liceo Obrero de La Unión (1901).
- El Centro Cultural Gómez-Tortosa, en Novelda (Alicante) (1902).
- El Casino de Murcia, donde diseñó su fachada en colaboración con el escultor Manuel Castaños (1902).
- La Casa-Museo Modernista de Novelda, en Novelda (Alicante) (1903).
- La Casa Almansa de Murcia (1903-1908).
- El Teatro Apolo de El Algar (1905-1907).
- El Mercado público de La Unión, realizado junto a Víctor Beltrí (1907).
- El Museo de Bellas Artes de Murcia (1910)
- El Mercado de Verónicas de Murcia (1912-1916).
- Los colegios De la Cierva Peñafiel, El Carmen, Andrés Baquero y García Alix de Murcia (1917).
- Varias capillas, panteones y mausoleos en el cementerio de Nuestro Padre Jesús de Espinardo.[1]
- Torre Cierva en Santo Ángel.[5]

La mayor parte de estas obras están protegidas como Bien de Interés Cultural (BIC).

## Galería de fotos

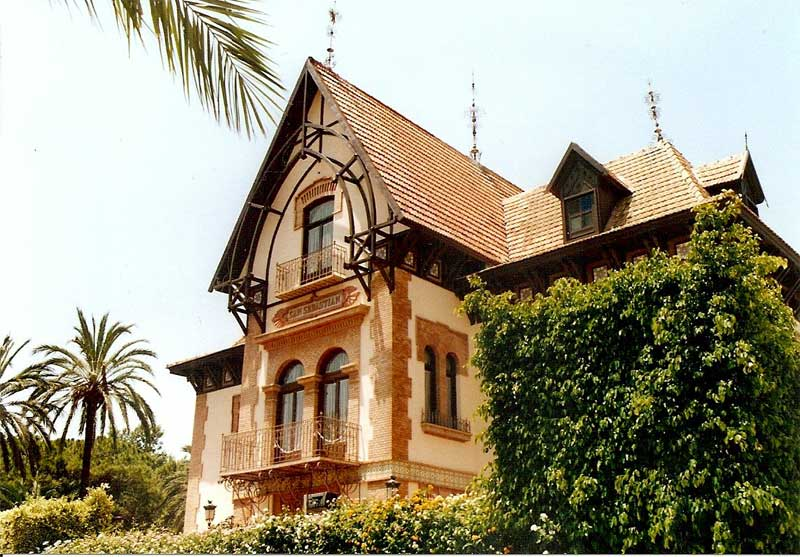
Casa del Reloj de San Pedro del Pinatar.
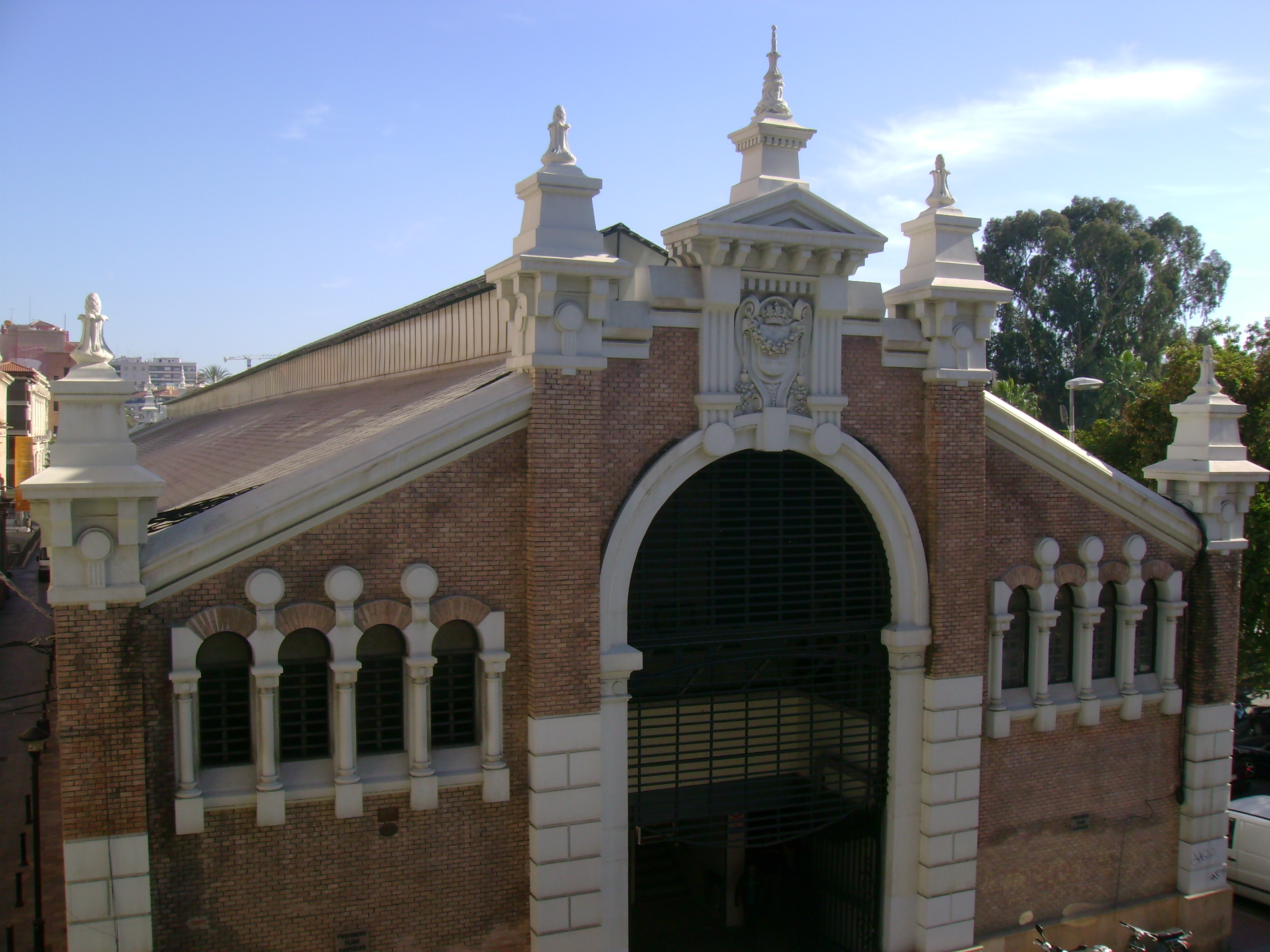
Mercado de Verónicas de Murcia.
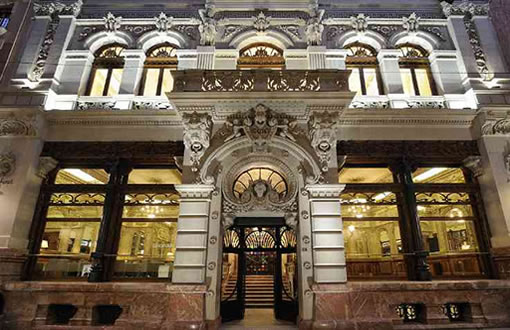
Casino de Murcia.
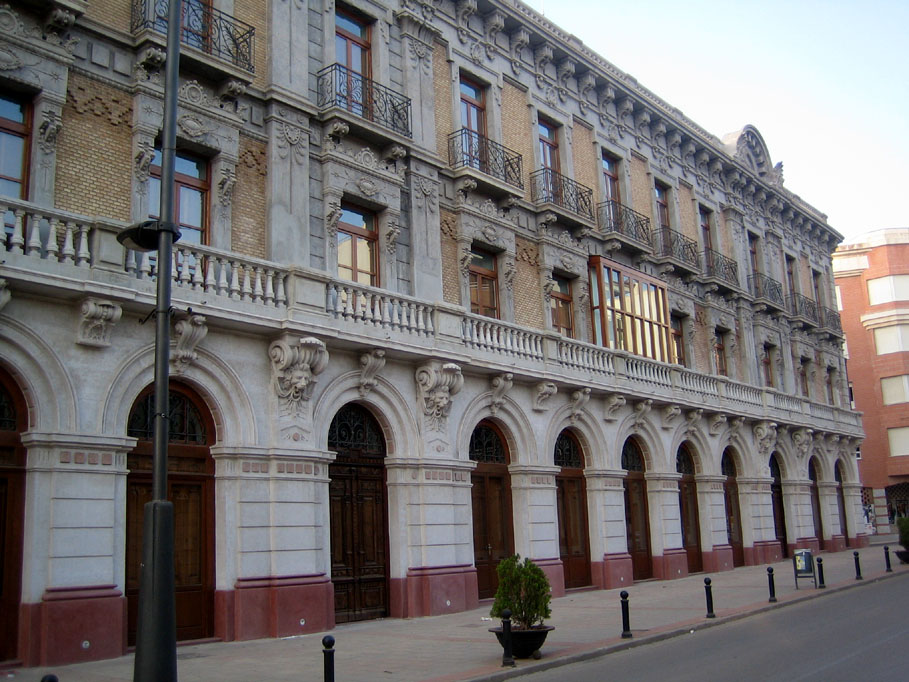
Casa del Piñón. La Unión
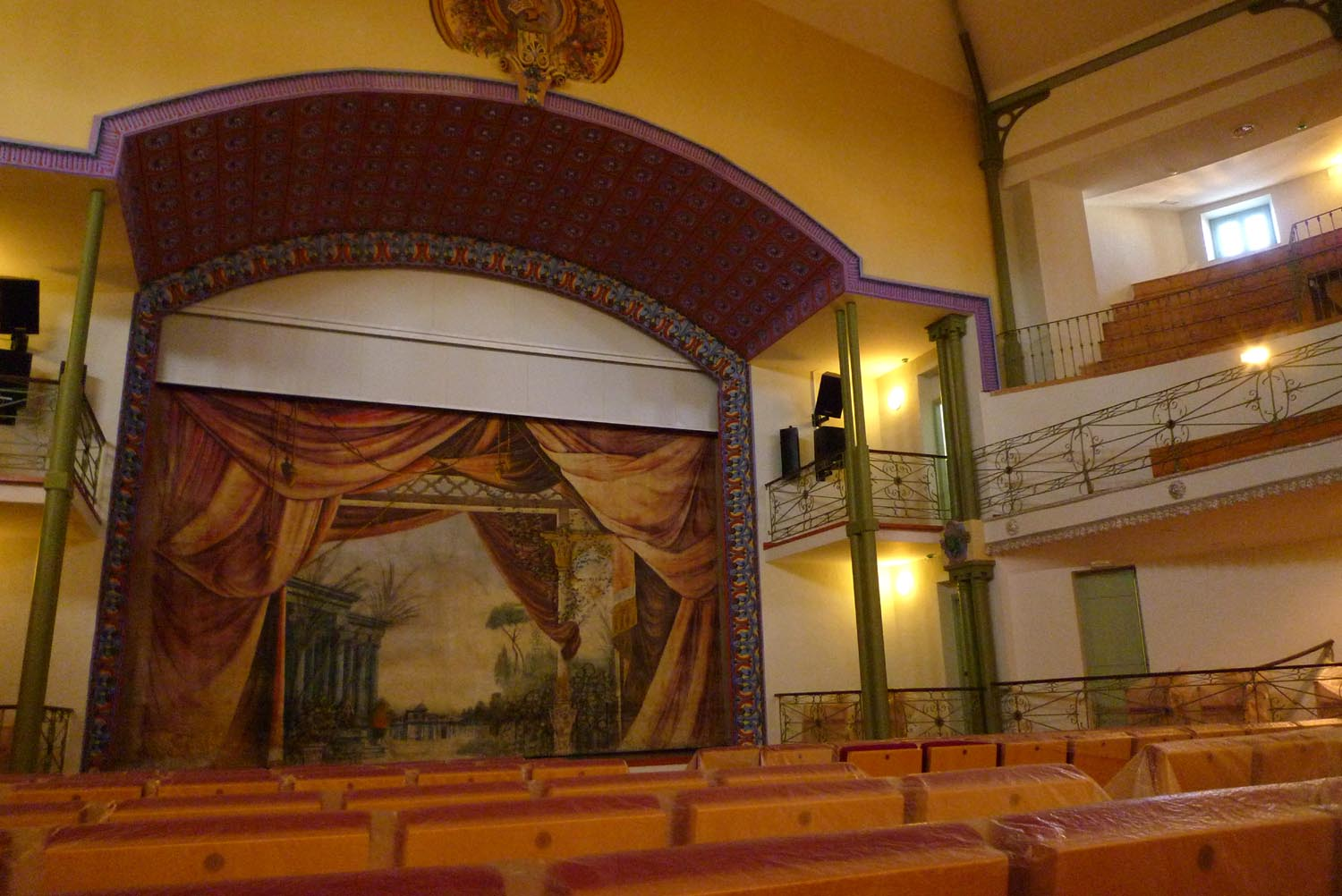
Interior del Teatro Apolo de El Algar.
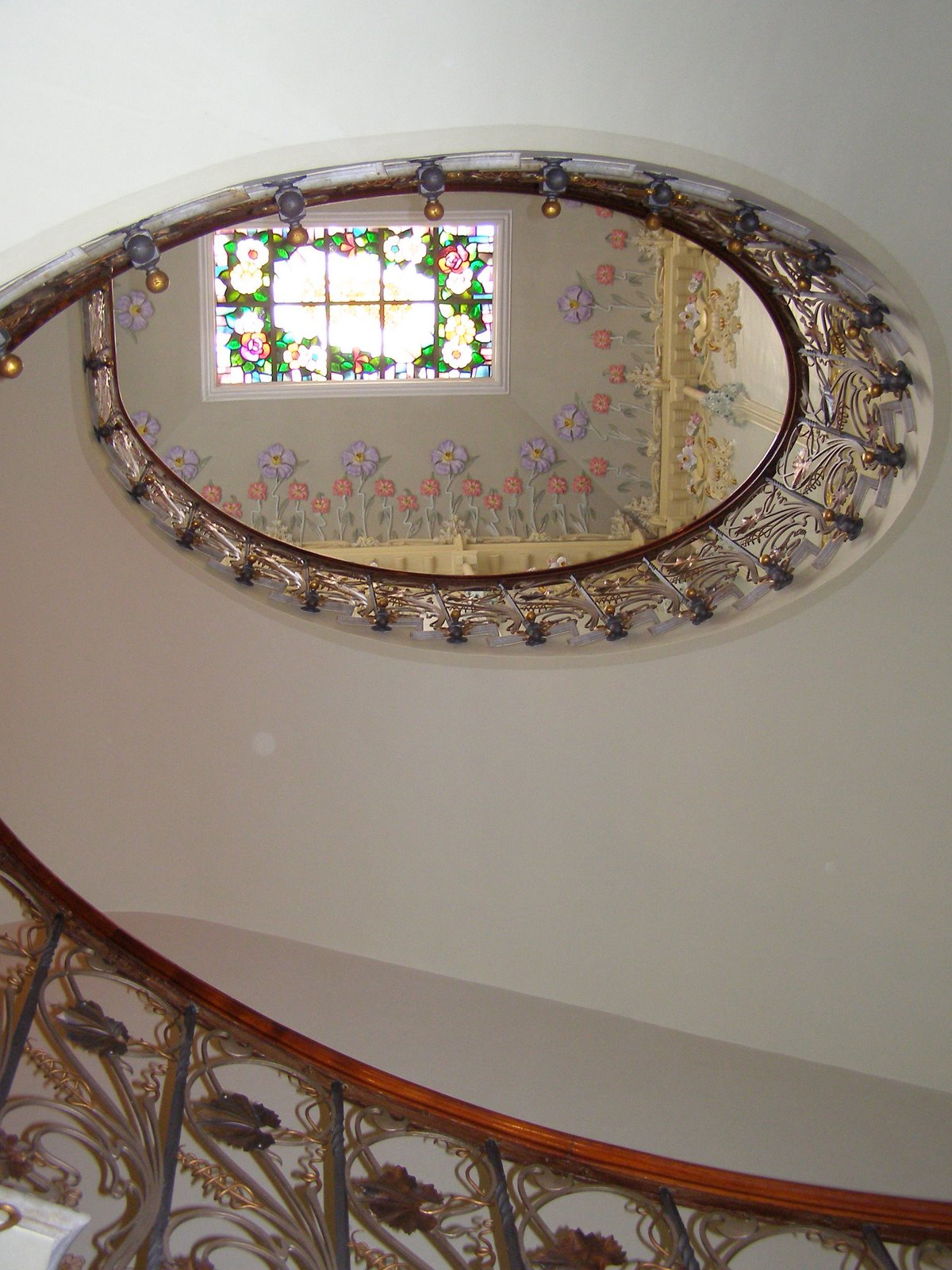
Casa-Museo Modernista de Novelda